# Dicamptus carduatus
Dicamptus carduatus là một loài tò vò trong họ Ichneumonidae.